# Bârlești (gmina Bistra)
Bârlești – wieś w Rumunii, w okręgu Alba, w gminie Bistra. W 2011 roku liczyła 38 mieszkańców.